# Бубур-аям
Бубу́р-ая́м (індонез. bubur ayam, дослівно — «каша з куркою») — страва індонезійської кухні. Це густа рисова каша, рясно заправлена курятиною, а також набором додаткових інгредієнтів - зазвичай, рубаним яйцем, цибулею, зеленню, крупуком, абоном, різними приправами.
Страва користується особливою популярністю на Яві, де є одним з головних кулінарних спеціалістів. Має деяке поширення за межами Індонезії: у низці інших країн Південно-Східної Азії, а також в Нідерландах — колишній метрополії Індонезії.

## Походження та поширення
Варений рис традиційно є головною складовою раціону більшості індонезійців, тоді як інші продукти часто є лише більш-менш значними доповненнями до нього. Серед подібних доповнень важливе місце займає курятина: для громадян цієї країни вона є одним з найдоступніших продуктів тваринного походження, оскільки скотарство - через брак відповідних земельних угідь, а також певних кліматичних особливостей - історично поширене тут набагато меншою мірою, ніж птахівництво.
Разом з тим, приготування каш не є споконвічним місцевим способом кулінарної обробки рису - відповідна методика була запозичена у китайців, масштабні міграції яких на територію нинішньої Індонезії почалися в XVI столітті. Сліди китайського впливу простежуються і в наборі додаткових інгредієнтів, що використовуються при приготуванні бубур-аяму: у цю страву дуже часто додають ютяо, нерідко - мочену лобу, проростки сої та вігни та інші спеціалісти класичної кухні індонезійських китайців, а також кухні перанаканів - особливої етнічної групи індонезійських китайців, які значною мірою асимілювалася з корінним місцевим населенням.
За тривалий час практика приготування бубур-аяму поширилася в багатьох районах Індонезії, причому ця страва, незважаючи на своє китайське коріння, сприймається індонезійцями як власна. Особливо значуще місце вона отримала в яванській кухні: майже усюди на Яві бубур-аям є однією з основних повсякденних страв.
Інтенсивні трудові міграції індонезійців — головним чином, яванців — у сусідні Сінгапур та Малайзію сприяли популяризації бубур-аяму і в цих країнах. Крім того, ця страва набула деякого поширення в Нідерландах, колишній метрополії Індонезії. Там вона готується в численних індонезійських ресторанах, а також у сім'ях, що мають індонезійське коріння, і часто служить однією з головних складових рійстафелю - комплексного обіду з декількох поданих одночасно страв.

## Приготування та різновиди

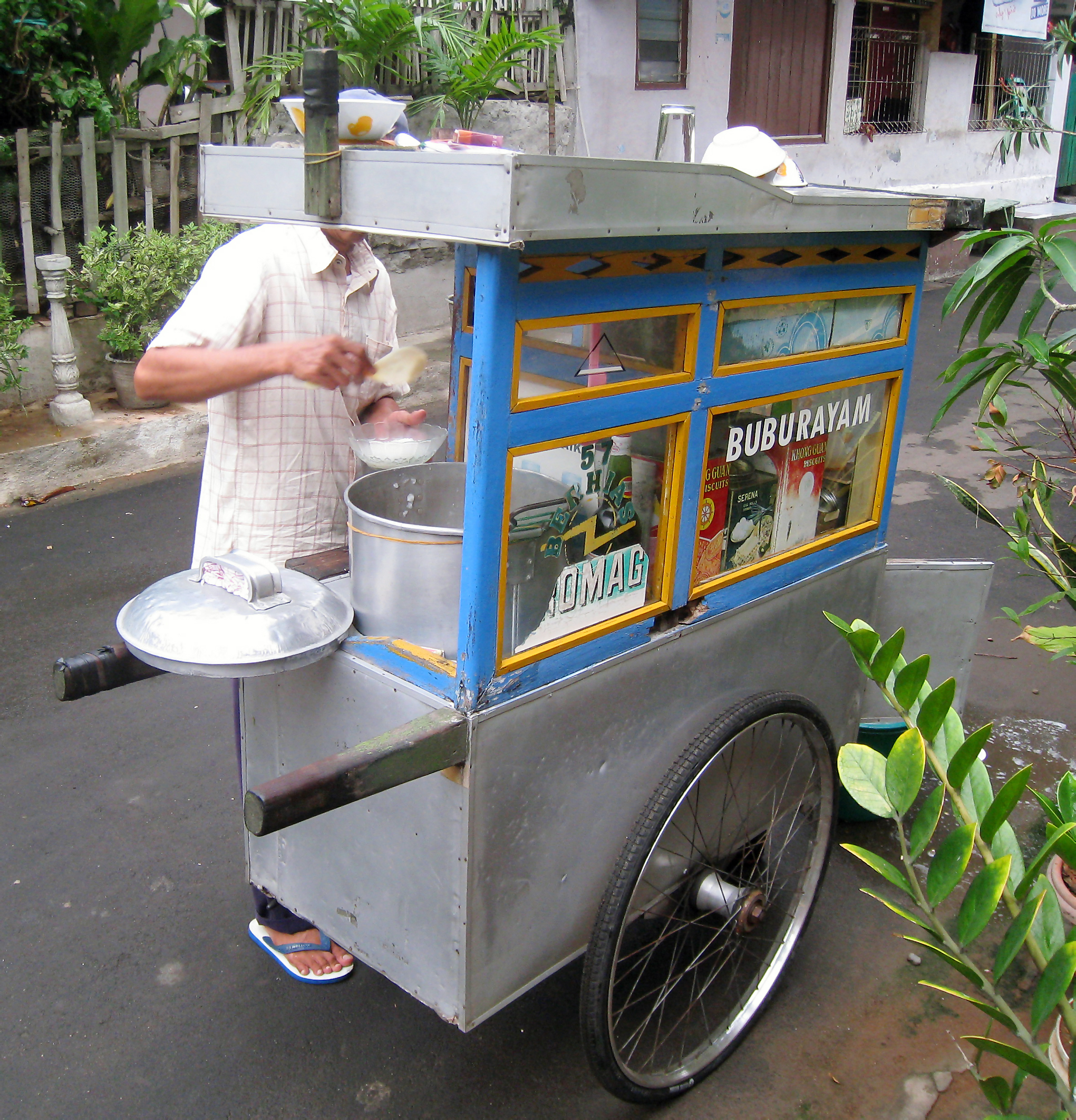
Вуличний торговець готує бубур-аям у своєму візку. Джакарта

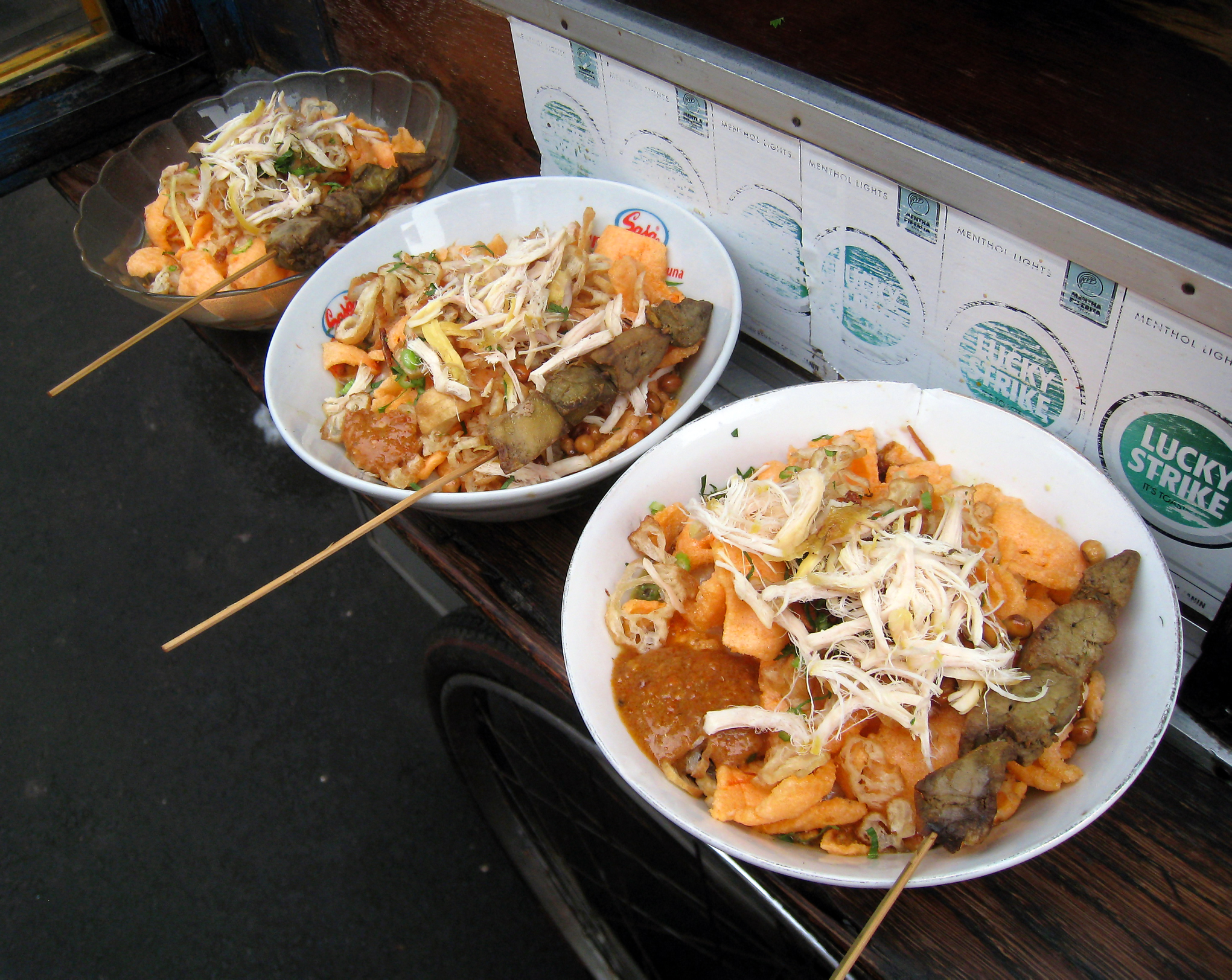
Готові порції бубур-аяму з шашличками з курячої печінки на візку

Рисова каша, що служить основою бубур-аяму, може варитися на воді, іноді - на кокосовому молоці або його суміші з водою, але найчастіше для варіння рису використовується бульйон з-під курки - другого основного інгредієнту цієї страви (у цьому випадку рис попередньо замочується). При варінні курки в бульйон зазвичай додаються різні спеції: лавровий лист, запашний перець, цибуля шалот, часник, лумбанг, імбир, мускатний горіх, куркума та ін.
Готова каша має, як правило, досить густу консистенцію. Відповідно до багатьох рецептів, кашу після завершення варіння прийнято заправляти соусом, який готується з того ж курячого бульйону: останній присмачується додатковою порцією спецій і доводиться до кипіння в сковороді або каструлі, в якій попередньо розігрівається олія.

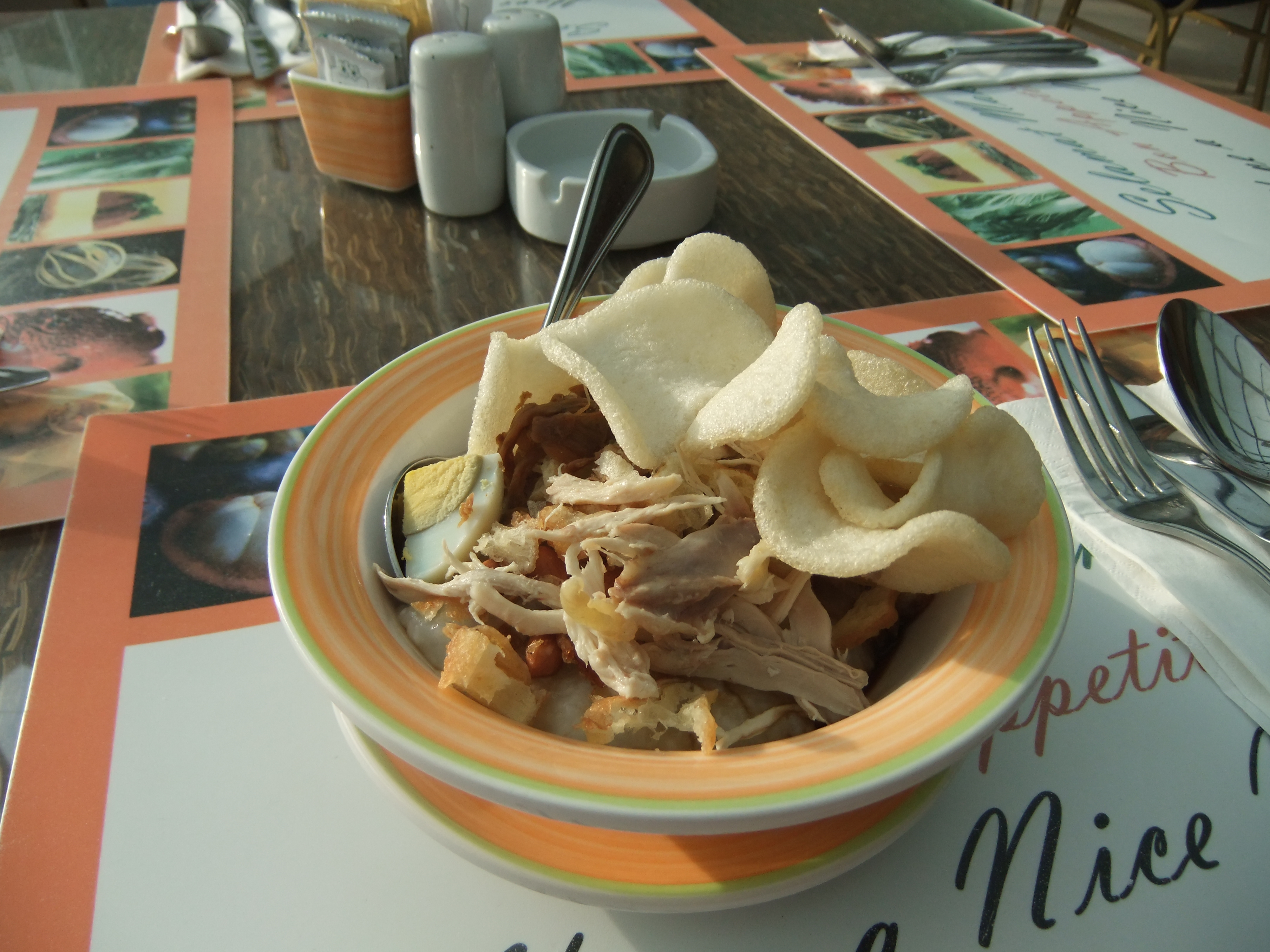
Бубур-аям, рясно посипаний крупуком. Суракарта

Після варіння курка зазвичай недовго обсмажується в олії - іноді знову ж таки з додатковим набором спецій. Після цього її м'ясо відокремлюється від кісток і дрібно нарізається зазвичай соломкою. На цьому процес приготування страви переважно завершується. Заправка каші курятиною та додатковими інгредієнтами проводиться вже після поділу її на порції: подається каша в мисках або глибоких тарілках.
Різноманітність рецептів бубур-аяму обумовлюється безліччю варіантів складу спецій, що використовуються при варінні курки та рису, наявністю або відсутністю заправного соусу та його особливостями. Однак найпомітніші відмінності полягають, як правило, у наборах додаткових інгредієнтів, якими каша посипається. Як останні, у більшості варіацій страви, використовуються рубані варені яйця - курячі, качині або перепелині яйця, дрібно нашаткована зелена цибуля, подрібнена смажена ріпчаста цибуля, а також ютяо - обсмажене у фритюрі тісто. Крім цього в хід дуже часто йдуть крупук, обсмажені зерна арахісу, селера та інша зелень, нашаткований червоний перець або самбал - густий пастоподібний соус на основі протертого червоного перцю. Дещо рідше використовуються абон з курятини, свіжі або мочені овочі, у тому числі, такий місцевий різновид пікулів, як ачар, а також тофу, темпе, сторічні яйця. Іноді поверх порції каші кладуть одну або дві палички сате - традиційного індонезійського мініатюрного шашлику. Сате може готуватися практично з будь-яких продуктів тваринного походження, але як доповнення до бубур-аяму найчастіше використовуються шашлички з курячих субпродуктів або зародкових курячих яєць - останні є досить популярним продуктом в індонезійській кухні. Зверху готова страва зазвичай збризкується соєвим соусом.
В Індонезії — особливо, на Яві — різні міста та місцевості традиційно мають свої рецепти бубур-аяму, які нерідко набувають загальнонаціональної популярності під відповідною «географічною» назвою. Так, бубур-аям по-чиребонськи рясно заправляється соусом, приготованим з використанням куркуми, який має досить яскравий жовтуватий відтінок, а до його додаткових інгредієнтів зазвичай входить нашаткована капуста або бок-чой. У бубур-аям по-сукабумськи яйце - зазвичай, зварене некруто або «в мішечок» - прийнято класти цілим, занурюючи його вглиб каші. В бубур-аям по-чіанджурськи крім курячої м'якоті у великій кількості додаються курячі тельбухи.

## Подача та споживання

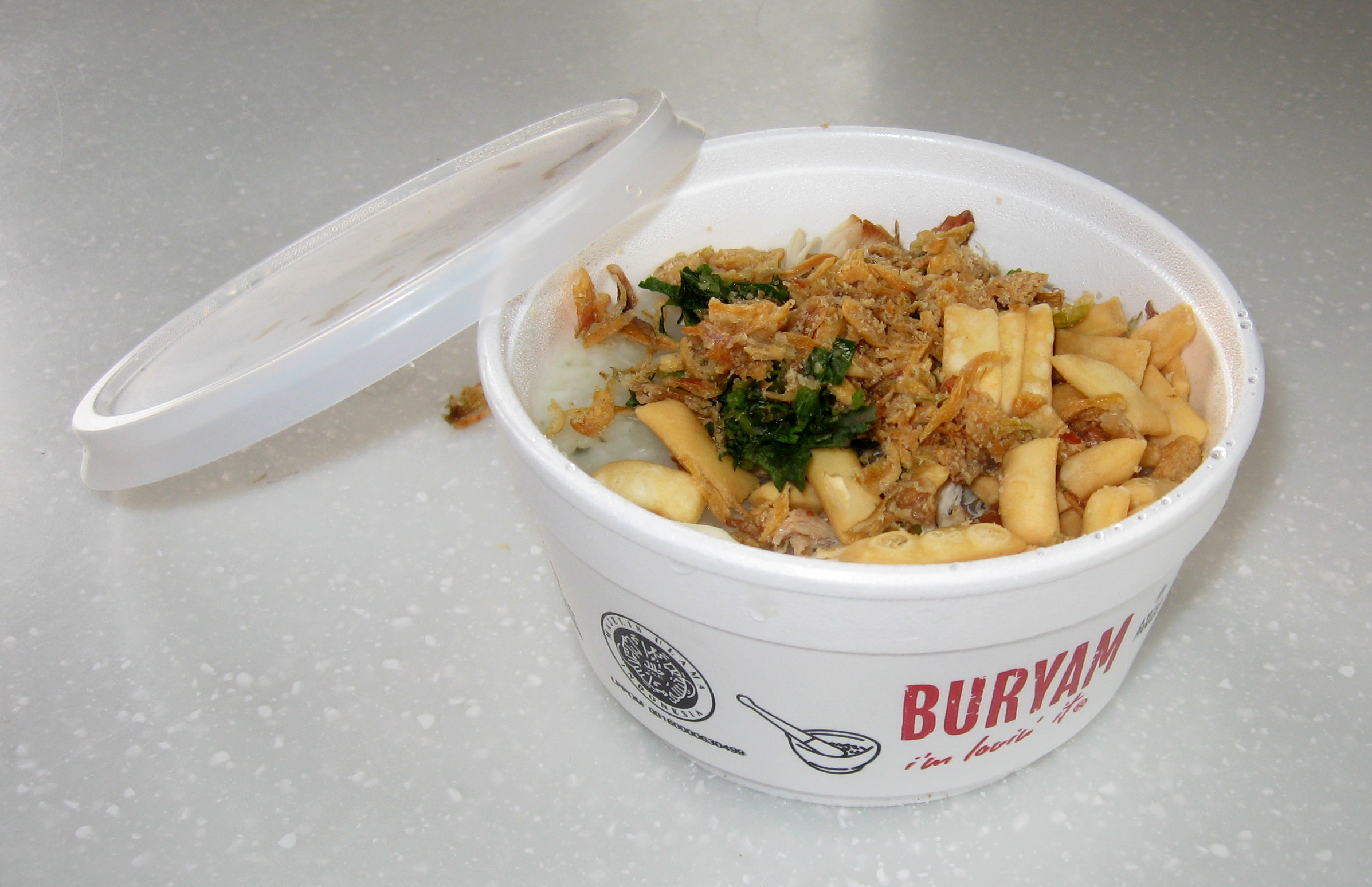
Подача бубур-аяму в ресторані McDonald’s. Джок'якарта

Зовнішній вигляд готової порції страви варіюється в залежності від складу та обсягу додаткових продуктів. У деяких випадках вони присутні на поверхні каші у відносно невеликій кількості, в інших — утворюють значні піраміди, що значно піднімаються над краями миски і повністю приховують саму рисову кашу. Іноді - в основному при ресторанній подачі - додаткові інгредієнти можуть подаватися окремо від каші і додаватися до неї вже самими відвідувачами в залежності від смаку.
Їсти бубур-аям прийнято гарячим, якнайшвидше після приготування. На Яві ця страва популярна насамперед як щільний сніданок, проте це не заважає готувати і подавати його і в пізніший час доби.
В Індонезії бубур-аям користується високою популярністю рівною мірою в домашній, ресторанній та вуличній кухні. Ця страва подається у закладах громадського харчування всіх рівнів, а також усюди готується вуличними торговцями на пересувних кухнях-візках. Доречі, не тільки в Індонезії, а й у сусідній Малайзії, де бубур-аям також користується досить широким попитом, цю страву ввели у свої меню найбільші міжнародні мережі ресторанів швидкого харчування, що діють у цих країнах, зокрема, McDonald's та KFC.
В індонезійських продовольчих магазинах продається бубур-аям швидкого приготування, що виробляється місцевою харчовою промисловістю. Він є запакованим у пластиковий контейнер або пакетованим брикетом вареного рису з невеликими порціями різних добавок. Для приготування такої страви напівфабрикат достатньо залити окропом або гарячим бульйоном..